# Doryphore (Polyclète)
Pour les articles homonymes, voir Doryphore (homonymie).

Copie du Doryphore de Polyclète, exemplaire provenant de Pompéi (av. 79 AEC). Marbre, H. 2 m.
Musée archéologique national de Naples

Le Doryphore (ou « Porte-lance ») est une statue célèbre du sculpteur grec Polyclète, qui représentait un jeune guerrier armé d'une lance (sculptée vers 440 av. J.-C.). L'original en bronze est perdu, mais plusieurs copies antiques nous sont parvenues dont un marbre romain qui se trouve au musée archéologique de Naples, en Italie. Un doryphore — qui signifie « porte-lance » — est le nom d'un soldat chargé de transporter le butin au moyen de bois de lance (en grec ancien δόρυ) et φόρος, « qui porte » ; Xénophon fait mention de cette fonction au chapitre II de son Anabase. Selon l'auteur romain Pline l’Ancien, des copies du Doryphore étaient souvent exposées dans les gymnases, où les athlètes pratiquaient des activités physiques et sportives nus.

## Le travail de Polyclète
Polyclète avait entrepris de démontrer, par une « statue dont toutes les parties seraient entre elles dans une proportion parfaite », quels sont les rapports de grandeur dans lesquels la nature a placé la perfection des formes humaines. Il atteignit si bien son but que la statue qu'il donna comme exemple et comme modèle fut considérée comme un chef-d'œuvre incontestable. La tête entre au total sept fois dans le corps: trois fois dans le buste et trois fois entre le bassin et les pieds.
Selon Cicéron, comme on demandait à Lysippe comment il avait appris son art, il répondit « En étudiant le Doryphore de Polyclète ». Cette statue, qui semble vouloir résumer et formuler l'art de la vieille école d'Argos a fourni le sujet de maintes dissertations esthétiques. Elles ont toutes le point de départ dans le type d'adolescent viril qu'a voulu réaliser Polyclète, et dans la discussion de l'idée du « canon » en sculpture. Pline l'Ancien (Histoire naturelle, XXXIV, 55) explique ainsi :

« Il réalisa aussi un enfant sous forme d'homme, le Doryphore, que les artistes appellent Canon, parce qu'ils y cherchent, comme dans une loi, les principes de leur art, et que seul parmi les hommes, il est considéré comme ayant réalisé l'art lui-même dans une œuvre d'art. »

## Description
Ainsi, le Doryphore incarne le mieux les théories du traité de Polyclète. La copie la mieux conservée de son œuvre est la copie romaine du musée archéologique national de Naples.
La figure est animée par un contrapposto (l'inclinaison des hanches répondant inversement à l'inclinaison des épaules). Cette position a des répercussions sur toute la composition du corps de l'homme au repos. La jambe libre est dégagée d'un côté, la tête est tournée de l'autre. Une jambe est portante, et de l'autre côté, la main portait la lance. Cependant, la statue reste bidimensionnelle et frontale. De plus, le niveau d'idéalisation est très poussé, et l'équilibre de l'attitude n'a rien de naturel. Si la musculature et le réseau de veines sont entièrement maîtrisés, compris, l'anatomie entre dans un schéma idéal. La ligne des pectoraux répond à celle des hanches, l'arc thoracique répond à celui du bas-ventre, la hauteur de la tête équivaut à celle du pied. Le visage lui-même est particulièrement serein et régulier dans ses traits. L'ovale du visage est parfait, les mèches de la chevelure rayonnent de manière régulière, les arcades sourcilières sont nettes.
Le corps humain est observé à partir de la nature, mais cette observation est idéalisée pour proposer une formule plus idéale et équilibrée.
Claude Rolley précise que « tout est calculé pour la vue de face » ; et ailleurs: « le Doryphore ne marche pas ; il exprime la disponibilité pour tout mouvement, sans être en mouvement ».

## Copies romaines dans le monde

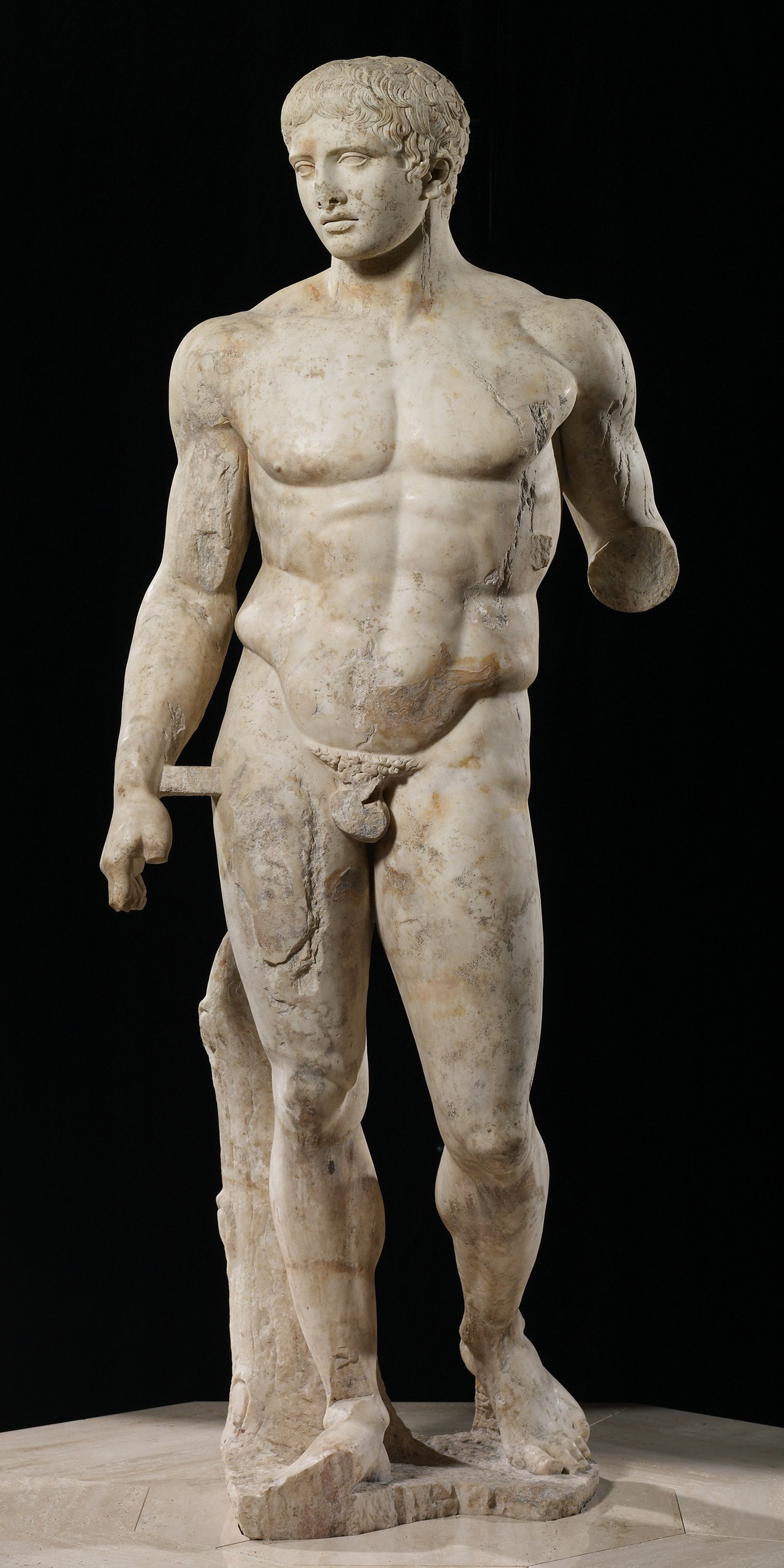
Copie du Doryphore de Polyclète (époque d'Auguste, 27 AEC - 68 EC). Marbre pentélique. H. 198,12 cm.
Minneapolis Institute of Art

Si l'original en bronze de Polyclète a disparu, environ 70 copies sont conservées aujourd'hui. La plus belle copie est celle qui est conservée au musée archéologique de Naples. 
En 1986, le Minneapolis Institute of Art (MIA) a acquis un exemplaire relativement bien conservé de la statue du Doryphore : elle est sculptée dans un bloc de marbre pentélique. Elle est complète à l’exception du bras gauche inférieur et des doigts de la main droite. Datée entre 27 avant J.-C. et 68 après J.-C., elle mesure 1,98 mètre de hauteur. Le musée affirme que cette copie a été trouvée dans les eaux italiennes au cours des années 1930 et a passé plusieurs décennies dans des collections privées italiennes, suisses et canadiennes avant de refaire surface sur le marché de l’art vers 1980. Elle a été achetée par le MIA pour 2,5 millions de dollars. À l’inverse, le tribunal de Torre Annunziata affirme que la statue a été retrouvée illégalement en 1976 sur la colline de Verano à Castellammare di Stabia, près de Naples et demande la restitution de l’œuvre. Selon l’Italie, la statue aurait été mise au jour par des pilleurs qui l'ont ensuite vendue pour environ 1,2 million de dollars à l’antiquaire bâlois Elie Borowski, connu pour le trafic d’œuvres d’art volées. Puis, au début des années 1980, le Doryphore aurait été exposée à la glyptothèque de Munich : le parquet de Naples a réclamé l’œuvre mais s'est heurté à la décision de la Cour d’appel de Bavière en 1984. 
Une copie du Doryphore a été retrouvée en 2012, dans les ruines d’un ancien bain romain dans le sud de l’Espagne. Un torse partiel se trouve dans la galerie des Offices à Florence. 
Le musée du Louvre conserve un moulage en plâtre du Doryphore, issu d'un atelier italien, réalisé sur l'original conservé à Naples au musée national archéologique (N° inv. 6011). Ses dimensions sont 213 cm de hauteur sur 70 cm de largeur et 75 cm de profondeur.  Il n'est pas exposé au public. 